# Моншаблон, Эдуард
Эдуард Моншаблон (фр. Édouard Monchablon, полное имя André Jean Édouard Monchablon; 1879—1914) — французский художник, известен прежде всего своими работами на исторические темы.

## Биография

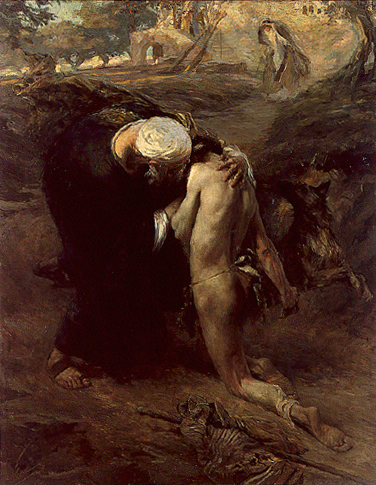
Le retour de l’enfant prodigue, 1903 год

Vue d’Orvieto

Родился в Париже 11 ноября 1879 года в семье художника Альфонса Моншаблона.
Обучался живописи у Жюля Лефевра и Тони Робера-Флёри.
В 1903 году был удостоен Римской премии в живописи в 1903 году. Получил ряд медалей на Парижском салоне. Был автором портрета своего отца.
Умер 13 декабря 1914 года в городе Беноде.